# Котарело-и-Мори, Эмилио
Эмилио Котарело-и-Мори (исп. Emilio Cotarelo y Mori; 1 мая 1857, Вегадео — 27 января 1936, Мадрид) — испанский учёный, литературовед, писатель
, литературный критик, музыковед
 и историк театра. Политический, государственный и общественный деятель. Член Сената Испании (1919—1923), депутат Конгресса депутатов Испании (1930). Член Королевской академии испанского языка с 1897 г.

## Биография
Окончил Овьедский университет.
Ученик исследователя испанской литературы и театра М. Менендеса-и-Пелайо.
Внёс значительный вклад в исследование классической испанской литературы, драматургии и театра XVII и XVIII веков. Котарело-и-Мори принадлежат работы о творчестве X. дель Энсины, Л. де Руэды, Тирсо де Молина, Ф. Рохаса Соррильи, П. Кальдерона, Р. де ла Круса и др. Писал об испанских актёрах: М. дель Росарио, И. Майкесе, об испанской народной музыкальной комедии — сарсуэле.
Автор исторических романов.

## Избранная библиография
- Tirso de Molina, Madrid, 1893;
- Estudios sobre la historia del arte escenico en España, v. I—III, Madrid, 1896—1902 [I. Maria Ladvenant у Quirante, 1896, II. Maria del Rosario Fernandez (La Tirana), 1897, III. Isidoro Maiquez, 1902];
- Don Ramоn de La Cruz у sus obras, Madrid, 1899;
- Juan del Encina у los origenes del teatro español, Madrid, 1901 (Estudios de historia literaria de España, I);
- Lope de Rueda, Madrid, 1901 (там же)
- Bibliografia de las controversias sobre la licitud del teatro en Espana, Madrid, 1904;
- Don Francisco de Rojas Zorrilla, Madrid, 1911;
- Historia de la zarzuela, Madrid, 1934.
- Colección selecta de antiguas novelas españolas (12 томов)